# Paesia rugosula
Paesia rugosula là một loài dương xỉ trong họ Dennstaedtiaceae. Loài này được Kuhn mô tả khoa học đầu tiên năm 1882.